# Edmund von Fellenberg

Edmund von Fellenberg, ca. 1860. Hallwyl’sches Museum, Stockholm.

Edmund von Fellenberg

Edmund von Fellenberg (* 9. März 1838 in Bern; † 10. Mai 1902 ebenda) war ein Schweizer Alpenpionier und Geologe.

## Leben
Fellenberg war Sohn eines Chemikers und studierte Bergbau an der Bergakademie in Freiberg, Sachsen. Zudem war er Geologe und Mineraloge mit Studium an der Universität Bern und betätigte sich als Archäologe und Alpinist. Er war 1863 eines der 35 Gründungsmitglieder des Schweizer Alpen-Clubs. Er war Erstbesteiger des Doldenhorns (1862), des Silberhorns (1863), des Gross Grünhorns (1865) und des Lauterbrunner Breithorns (1865). Weitere Erstbesteigungen waren das Wellhorn, Wyssi Frau (Blüemlisalp) und Erstbesteigungen von Zugangsrouten am Aletschhorn (von Süden), am Mönch (über den Nollen) und am Bietschhorn (via den Westgrat).
Ab 1866 war er Mitglied der Museumskommission des Naturhistorischen Museums Bern und von 1890 bis 1899 deren Präsident. Von 1874 bis 1877 war er Grossrat des Kantons Bern. 1881 schenkte er dem Museum eine mehrere tausend Stufen umfassende Sammlung von Mineralien und viele weitere Proben in späteren Jahren. Die Sammlung Edmund von Fellenberg machte aus einer eher unbedeutenden Regionalsammlung eine von europäischem Rang. Viele der von ihm geschenkten Mineralien befinden sich auch heute noch in der Ausstellung. Ein bedeutender Teil seiner Schenkung sind Mineralien aus Sachsen.
Nach ihm ist das «Fellenbergflieli», die Fluh im Rotbrettgrat der Jungfrau, benannt.

## Schriften
- Der Meteorit von Rafrüti: Vorläufige Mitteilung. Jent, Bern 1900. Sechsseitiger Separatabdruck aus dem Bund Nr. 220, vom Freitag, den 10. August 1900, mit Anhang.